# Drobovice
Drobovice (en allemand : Dobrowitz) est une commune du district de Kutná Hora, dans la région de Bohême-Centrale, en République tchèque. Sa population s'élevait à 411 habitants en 2020.

## Géographie
Drobovice se trouve à 3 km au sud-est du centre de Čáslav, à 13 km au sud-est de Kutná Hora et à 73 km à l'est-sud-est de Prague.
La commune est limitée par Čáslav à l'ouest, au nord et au nord-est, par Žleby à l'est, et par Potěhy et Tupadly au sud.

## Histoire
La première mention écrite de la localité date de 1242.